# U-648
Unterseeboot 648 foi um submarino alemão do Tipo VIIC, pertencente a Kriegsmarine que atuou durante a Segunda Guerra Mundial.

## Comandantes
| Comandante               | Data                                            |
| ------------------------ | ----------------------------------------------- |
| Oblt. Peter-Arthur Stahl | 12 de novembro de 1942 - 23 de novembro de 1943 |

## Subordinação
Durante o seu tempo de serviço, esteve subordinado às seguintes flotilhas:
| Período                                      | Flotilha                                  |
| -------------------------------------------- | ----------------------------------------- |
| 12 de novembro de 1942 - 30 de abril de 1943 | 5. Unterseebootsflottille (treinamento)   |
| 1 de maio de 1943 - 23 de novembro de 1943   | 6. Unterseebootsflottille (serviço ativo) |

## Operações conjuntas de ataque
O U-648 participou das seguinte operações de ataque combinado durante a sua carreira:
- Rudeltaktik Meise (25 de abril de 1943 - 27 de abril de 1943)
- Rudeltaktik Star (27 de abril de 1943 - 4 de maio de 1943)
- Rudeltaktik Fink (4 de maio de 1943 - 6 de maio de 1943)
- Rudeltaktik Siegfried (25 de outubro de 1943 - 27 de outubro de 1943)
- Rudeltaktik Siegfried 3 (27 de outubro de 1943 - 30 de outubro de 1943)
- Rudeltaktik Jahn (30 de outubro de 1943 - 2 de novembro de 1943)
- Rudeltaktik Tirpitz 5 (2 de novembro de 1943 - 8 de novembro de 1943)
- Rudeltaktik Eisenhart 10 (9 de novembro de 1943 - 10 de novembro de 1943)
- Rudeltaktik Eisenhart 8 (10 de novembro de 1943 - 11 de novembro de 1943)
- Rudeltaktik Eisenhart 7 (11 de novembro de 1943 - 15 de novembro de 1943)
- Rudeltaktik Schill 2 (17 de novembro de 1943 - 22 de novembro de 1943)
- Rudeltaktik Weddigen (22 de novembro de 1943 - 23 de novembro de 1943)